# Megachile submucida
Megachile submucida là một loài Hymenoptera trong họ Megachilidae. Loài này được Alfken mô tả khoa học năm 1926.